# Kilima Hawaiians

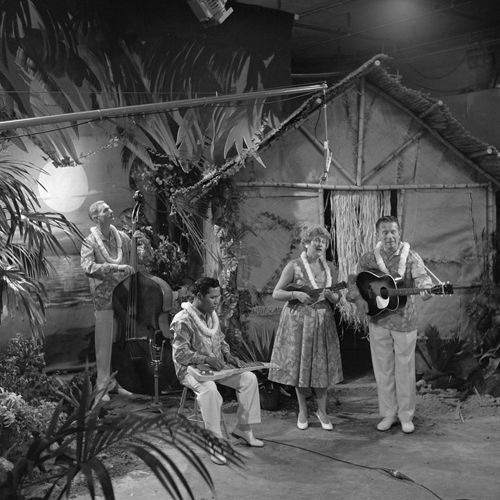
Die Kilima Hawaiians, 1959

Die Kilima Hawaiians waren eine Schlagerband aus den Niederlanden, die in Deutschland 1953 mit dem Lied Es hängt ein Pferdehalfter an der Wand einen Nummer-eins-Hit hatte.

## Bandgeschichte
Die Band zählte in den Niederlanden zu den beliebtesten Gesangsgruppen und war auch in Deutschland erfolgreich. Gegründet wurde sie am 26. Juni 1934 von Bill Buijsman und seiner Frau Mary, die beide der vierköpfigen Gruppe bis zu deren Auflösung angehörten. Bill Buijsman spielte Gitarre, Mary spielte Ukulele und sang. Weitere zeitweilige Mitglieder waren Rudi Wairata, Frans van Oirschot, Smoke van der Elst, Willem Ruivenkamp, Theo Ehrlicher und Jo de Gast.
In den ersten Nachkriegsjahren trafen sie mit Hawaii-Liedern den Nerv der Zeit und spielten außerdem Western-Songs, bei denen sie oft in Cowboy-Kostümen auftraten.
1948 veröffentlichten sie in den Niederlanden das Lied Er hangt een paardenhoofdstel aan de muur, welches eine Coverversion von Carson Robisons Bridle Hanging On The Wall war. Einige Jahre später produzierten die Kilima Hawaiians den Song dann in deutscher Sprache mit dem Titel Es hängt ein Pferdehalfter an der Wand. Der Westernsong wurde dann 1953 in Deutschland ein großer Hit und über eine Million Mal verkauft, was 1954 eine Goldene Schallplatte einbrachte. In der gerade neu geschaffenen Boxen-Parade wurde Es hängt ein Pferdehalfter an der Wand als erster Nummer-eins-Hit überhaupt in den deutschen Charts gelistet.
Das Lied wurde später auch von Bruce Low gesungen, wodurch ihm sein Durchbruch als Schlagersänger gelang. Ronny war ein weiterer Sänger, der diesen Song interpretierte, und Die Peheiros veröffentlichten im Frühsommer 1954 eine Satire-Version unter dem Titel Es hängt ein Autoreifen an der Wand mit der sie Platz 4 der Hitparade der Zeitschrift „Automatenmarkt“ erreichten.
Mit dem Aufkommen populärer Musikstile wie dem Rock ’n’ Roll ließ die Popularität der Kilima Hawaiians in Deutschland ab Ende der 1950er Jahre nach. In den Niederlanden traten sie jedoch bis Mitte der 1970er Jahre auf und waren erfolgreich.
Bill Buijsman starb am 23. Juni 1991, seine Frau Mary am 17. Februar 2002.

## Diskografie

### Alben
| Jahr | Titel                 | Höchstplatzierung, Gesamtwochen, AuszeichnungChartsChartplatzierungen (Jahr, Titel, Platzierungen, Wochen, Auszeichnungen, Anmerkungen) | Anmerkungen |
| Jahr | Titel                 | NL | Anmerkungen |
| ---- | --------------------- | --- | ----------- |
| 1979 | 40 grootste successen | NL12 (13 Wo.)NL |             |
| 1992 | The Story Of          | NL45 (5 Wo.)NL |             |

### Singles
| Jahr | Titel Album                              | Höchstplatzierung, Gesamtwochen, AuszeichnungChartsChartplatzierungen (Jahr, Titel, Album, Platzierungen, Wochen, Auszeichnungen, Anmerkungen) | Anmerkungen |
| Jahr | Titel Album                              | DE | Anmerkungen |
| ---- | ---------------------------------------- | --- | ----------- |
| 1954 | Es hängt ein Pferdehalfter an der Wand – | DE6 (24 Wo.)DE |             |
| 1954 | Wenn du mal in Hawaii bist –             | DE20 (8 Wo.)DE |             |
| 1954 | Ein Pferd kehrt heim –                   | DE12 (8 Wo.)DE |             |
| 1962 | Sarie Marei –                            | DE11 (8 Wo.)DE |             |